# グレタ・ガーウィグ
グレタ・セレスト・ガーウィグ（Greta Celeste Gerwig, 1983年8月4日 - ）は、アメリカ合衆国の女優、映画監督、脚本家。当初はマンブルコア映画運動に携わって知名度を上げた。

## 生い立ちとキャリア
カリフォルニア州サクラメントで看護婦の母と金融コンサルタント兼コンピュータープログラマーの父のあいだに生まれる。ドイツ系の家系である。カトリック系の女子学校に通った。バーナード・カレッジ大学では英語と哲学を学んで卒業した。元々は脚本家志望であったが、ガーウィグは在学中の2006年にジョー・スワンバーグの『LOL』に端役で出演した。彼女はスワンバーグや他の作家らと共にマンブルコア映画運動へ参加し始めた。
2010年の『ベン・スティラー 人生は最悪だ!』に出演した際、監督を務めていたノア・バームバックと出会い、交際を始める。その2年後、共同で脚本も執筆した彼の監督作『フランシス・ハ』で主演を務め、第71回ゴールデングローブ賞にて主演女優賞（ミュージカル・コメディ部門）にノミネートされる。
2014年に開催された第64回ベルリン国際映画祭では、審査員を務めた。
元々、制作志向が強く、2017年に『レディ・バード』で長編映画監督デビューを果たすと、初監督作品にして第90回アカデミー賞で監督賞と脚本賞にノミネートされる。また、作品自体も作品賞にもノミネートされ、第76回ゴールデングローブ賞では作品賞を受賞した。
2019年3月、8年前から交際しているバームバックとの第一子である男児を出産。同年には監督2作目となる『ストーリー・オブ・マイライフ/わたしの若草物語』が公開され、第92回アカデミー賞では監督作として連続となる作品賞候補となるが、同年にはバームバックが監督を務めた『マリッジ・ストーリー』も作品賞候補として挙がっており、アカデミー賞史上初となる現役パートナー同士の監督による作品賞争いとなった。
2023年、マテルの着せ替え人形バービーを実写化した監督作『バービー』が興行収入10億ドルを突破し、これまで女性監督が手掛けた単独作品としては史上最高記録を樹立。第96回アカデミー賞では7部門にノミネートされたものの、自身の監督賞と主演を務めたマーゴット・ロビーが主演女優賞にノミネートされなかったことが議論を巻き起こした。

## フィルモグラフィ
| 年   | 題名                                                                                        | 役名                           | 備考 | 吹替         |
| ---- | ------------------------------------------------------------------------------------------- | ------------------------------ | --- | ------------ |
| 2006 | LOL                                                                                         | グレタ                         | | N/A          |
| 2007 | ハンナだけど、生きていく! Hannah Takes the Stairs                                           | ハンナ                         | 兼脚本 | 吹替版なし   |
| 2008 | Baghead                                                                                     | ミシェル                       | | N/A          |
| 2008 | Yeast                                                                                       | ジェン                         | N/A |              |
| 2008 | Nights and Weekends                                                                         | マッティ                       | 兼脚本・監督 | N/A          |
| 2008 | Quick Feet, Soft Hands                                                                      | リサ                           | 短編映画 | N/A          |
| 2008 | I Thought You Finally Completely Lost It                                                    | グレタ                         | | N/A          |
| 2009 | You Wont Miss Me                                                                            |                                | N/A |              |
| 2009 | The House of the Devil                                                                      | メイガン                       | N/A |              |
| 2009 | Family Tree                                                                                 |                                | 短編映画 | N/A          |
| 2010 | ベン・スティラー 人生は最悪だ! Greenberg                                                    | フィレンツェ・マー             | セントラル・オハイオ映画批評家協会賞ブレイクスルー映画作家賞ノミネート デトロイト映画批評家協会賞助演女優賞ノミネート デトロイト映画批評家協会賞ブレイクスルー演技賞ノミネート ゴッサム・インディペンデント映画賞ブレイクスルー俳優賞ノミネート インディペンデント・スピリット賞主演女優賞ノミネート | 吹替版なし   |
| 2010 | Art House                                                                                   | ノラ                           | | N/A          |
| 2010 | Northern Comfort                                                                            | カサンドラ                     | 兼脚本 サザン·ニューイングランドインディーズ映画祭作品賞受賞 | N/A          |
| 2010 | The Dish & the Spoon                                                                        | ローズ                         | | N/A          |
| 2011 | 抱きたいカンケイ No Strings Attached                                                        | パトリス                       | 小島幸子 |              |
| 2011 | ダムゼル・イン・ディストレス バイオレットの青春セラピー Whit Stillman's Damsels in Distress | ヴァイオレット                 | ダブリン映画批評家協会賞主演女優賞受賞 | 吹替版なし   |
| 2011 | ミスター・アーサー Arthur                                                                   | ナオミ・クイン                 | | 武田華       |
| 2011 | China, IL                                                                                   | ポニー                         | N/A |              |
| 2012 | ローマでアモーレ To Rome with love                                                          | サリー                         | 吹替版なし |              |
| 2012 | 29歳からの恋とセックス Lola Versus                                                          | ローラ                         | 小松由佳 |              |
| 2012 | フランシス・ハ Frances Ha                                                                   | フランシス                     | 兼脚本 | 吹替版なし   |
| 2014 | EDEN/エデン Eden                                                                            | ジュリア                       | | 吹替版なし   |
| 2015 | マギーズ・プラン 幸せのあとしまつ Maggie's Plan                                             | マギー                         | | 吹替版なし   |
| 2015 | トッド・ソロンズの子犬物語 Wiener-Dog                                                       | ドーン・ウィーナー             | | 吹替版なし   |
| 2015 | ミストレス・アメリカ Mistress America                                                       | ブルック                       | 兼脚本 | 吹替版なし   |
| 2016 | ジャッキー/ファーストレディ 最後の使命 Jackie                                               | ナンシー・タッカーマン         | | 鶏冠井美智子 |
| 2016 | 20センチュリー・ウーマン 20th Century Women                                                 | アビゲイル・“アビー”・ポーター | 吹替版なし |              |
| 2017 | レディ・バード Lady Bird                                                                    | N/A                            | 監督・脚本 アカデミー監督賞・脚本賞ノミネート ゴールデングローブ賞 脚本賞ノミネート 英国アカデミー賞 オリジナル脚本賞ノミネート 全米映画批評家協会賞 監督賞・脚本賞受賞 | N/A          |
| 2017 | マイヤーウィッツ家の人々 (改訂版) The Meyerowitz Stories (New and Selected)                 | ビクトリア                     | Netflixオリジナル映画 声の出演 ノンクレジット | 櫻庭有紗     |
| 2018 | 犬ヶ島 Isle of dogs                                                                         | トレイシー・ウォーカー         | 声の出演 | 戸松遥       |
| 2019 | ストーリー・オブ・マイライフ/わたしの若草物語 Little Women                                  | N/A                            | 監督・脚本 全米映画批評家協会賞 監督賞受賞 | N/A          |
| 2022 | ホワイト・ノイズ White Noise                                                                | バベット・グラドニー           | Netflixオリジナル映画 | うえだ星子   |
| 2023 | バービー Barbie                                                                             | N/A                            | 監督・脚本 | N/A          |
| 2025 | ジェイ・ケリー Jay Kelly                                                                    |                                | ポストプロダクション |              |
| 2026 | Narnia: The Magician's Nephew                                                               | N/A                            | 監督・脚本 | N/A          |

## 関連書籍
- 『グレタ・ガーウィグの世界 ストーリー・オブ・マイライフ/わたしの若草物語』発売日：2020年2月28日 出版社：DU BOOKS - 著者：グレタ・ガーウィグ+ジーナ・マッキンタイヤー  訳者：富永晶子